# Lancia (crambídeos)
Lancia (Crambidae) é um gênero de mariposa pertencente à família Crambidae.